# ヒュー・ポーター
ヒュー・ポーター（Hugh Porter、1940年1月24日- ）は、イギリス・ウルヴァーハンプトン出身の元自転車競技選手。トラックレースでの実績によって知られるが、ロードレース、シクロクロスもこなしている。

## 経歴
小さい頃、レジナルド・ハリス（Reginald Harris）のファンだった父親に連れられ、ホールソーウェン自転車競技場でレースを観戦したことがきっかけで自転車選手への道を志すようになり、16歳のときに近くの自転車クラブに入って以降はメキメキと実績を挙げていく。
1963年、1964年のイギリス国内選手権の個人追い抜きを連覇。東京オリンピックから正式採用となった個人追い抜き種目において金メダル候補に上がったが、準々決勝で敗退。しかし、1966年開催のコモンウェルスゲームズ・個人追い抜きを制覇し、アマチュア競技生活としての有終の美を飾った。
翌1967年にプロへ転向し、ロードレースにおいては主にステージレースの区間優勝ハンターとして活躍。トラックレースでは世界自転車選手権のプロ・個人追い抜き（現在はエリート・個人追い抜き）を4回制覇するが、同種目の4回制覇は2007年現在歴代最多優勝記録である。なお、1968年には、イギリス自転車競技選手としては最高の栄誉と言われるトーマス・ビドレイク賞を受賞した他、1973年には大英帝国勲章（MBE）の受勲も受けた。
1977年に現役を引退後は主にBBCの解説者を中心に、評論家として活動している。